# 金毘羅溫泉鄉
 金毘羅溫泉鄉（日语：こんぴら温泉郷）是位於日本香川縣琴平町的溫泉區，溫泉設施主要分布在金倉川沿岸，泉質以鹽化物泉為主。

## 歷史
現在的琴平町市區自江戶時代起就是大量前來金刀比羅宮參拜所形成的宿場町，聚集了大量的旅館店家。
1997年在本地經營旅館的近兼孝休在自己的土地中挖掘出了溫泉泉源，並提供給附近的旅館一起使用，開始形成溫泉區。2000年起，固定在每年1月舉辦「金毘羅溫泉祭」（こんぴら温泉まつり）推展觀光。
2007年為確保泉源長期的使用，由琴平町出資，在町有地中挖掘新的泉源。

## 關連條目
- 琴平町
- 金刀比羅宮
- 宿場町

## 外部連結
- （日語） 金毘羅溫泉鄉 - 琴平町觀光協會